# 9P/Tempel
Pour les articles homonymes, voir Tempel.
9P/Tempel est une comète périodique découverte le 3 avril 1867 par l'astronome Ernst Wilhelm Tempel, qui travaillait à cette époque à l'observatoire de Marseille, en France. Elle est usuellement appelée Tempel 1 pour la distinguer des autres comètes découvertes par Ernst Tempel. Elle a été étudiée par la sonde spatiale américaine Deep Impact en 2005.

## Description

Approche de Smart
Impact !

Tempel 1 a un diamètre d'environ 6,5 km.
C'est la 9e comète périodique officiellement reconnue, d'où le préfixe 9P. Elle a une orbite allant de celle de Jupiter à celle entre Mars et la Terre. Sa période de rotation sur elle-même est de 41 heures. Sa période actuelle de rotation autour du soleil est de 5,5 ans. Elle a été plus longue par le passé (5,68 ans), mais une orbite proche de celle de Jupiter l'a raccourcie. Son orbite est quasiment dans le plan de l'écliptique ce qui en fait une comète facile d'accès.
Sa magnitude absolue est de 8,45.

## Deep Impact

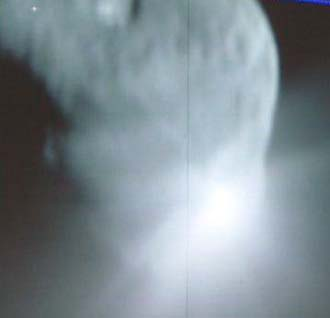
Impact de la sonde avec la comète.

Cette comète a été étudiée en profondeur par la sonde spatiale américaine Deep Impact, qui a envoyé un impacteur qui est entré en collision avec la comète à une vitesse de 36 700 km/h pour déterminer sa composition interne. L'impact a eu lieu le 4 juillet 2005 à 5h52 UTC, jour de la fête nationale américaine.
Des scientifiques du CNRS et de l'Observatoire Astronomique de Marseille-Provence ont déterminé que le diamètre du cratère est d'environ 30 mètres. Plus de 5 000 tonnes de poussière, 5 000 tonnes de glace d'eau et 15 tonnes de glace d'acide cyanhydrique ont été éjectées. Ces résultats portent à croire que Tempel-1 est plus dense qu'on ne le pensait.
En raison des différences importantes de taille entre l'impacteur et la comète, la collision n'a pas véritablement dévié l'orbite de la comète.
Lors de la collision avec l'impacteur, un flash éblouissant a été pris en photo par la sonde Deep Impact. Ce flash non prévu est dû, selon les astrophysiciens, au fait que Tempel 1 est recouvert d'une fine couche de poussière faiblement liée (par la faible gravité) de la comète.
Plusieurs articles faisant le point sur les résultats de l'impact avec Tempel 1 ont été publiés dans l'édition du 9 septembre 2005 du magazine Science et un autre dans la revue Nature du 13 octobre faisant le point sur les résultats obtenus par la sonde Rosetta.

## NExT

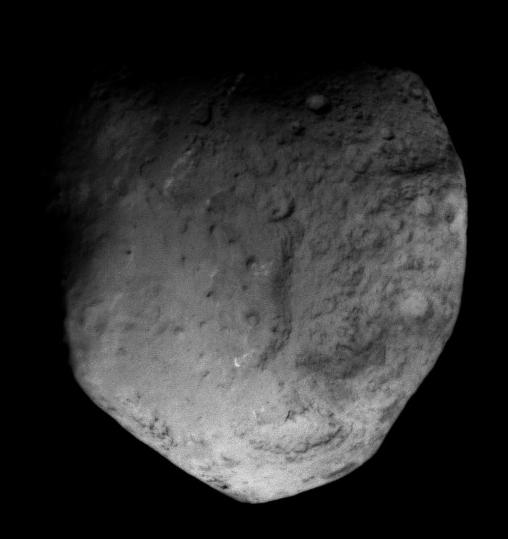
La comète Tempel 1 photographiée par Stardust en février 2011.

La qualité des images du cratère formé après la collision n'étant pas satisfaisante, la NASA a décidé le 3 juillet 2007 de retourner photographier la comète Tempel 1 : c'est la mission NExT (New Exploration of Tempel 1, « Nouvelle exploration de Tempel 1 »), qui entre dans le cadre de l'extension de la mission de Stardust. 
La sonde Stardust effectue le survol de la comète le 15 février 2011 vers 5 h UTC à une altitude un peu inférieure aux 191 kilomètres visés.
C'était la première fois qu'une comète était visitée deux fois et une chance unique de pouvoir observer le cratère créé par Deep Impact et de constater les modifications causées par le dernier passage de la comète à proximité du soleil.
La sonde s'est remise en mode croisière[Quand ?] et a transféré les 72 photos prises lors de la rencontre.

## Tableau récapitulatif des périhélies et observations
Mis à jour le 2 août 2023.
| Périhélie | Observation |
| --- | ----------- |
| 24 mai 1867 | 9P/1867 G1  |
| 10 mai 1873 | 9P/1873 G1  |
| 7 mai 1879 | 9P          |
| 24 septembre 1885 |             |
| 29 mars 1892 |             |
| 3 octobre 1898 |             |
| 21 avril 1905 |             |
| 4 novembre 1911 |             |
| 21 mai 1918 |             |
| 9 décembre 1924 |             |
| 17 juin 1931 |             |
| 22 décembre 1937 |             |
| 5 mai 1944 |             |
| 9 mars 1950 |             |
| 13 décembre 1955 |             |
| 4 juillet 1961 |             |
| 12 janvier 1967 | 9P/1967 L1  |
| 15 juillet 1972 | 9P/1972 A1  |
| 11 janvier 1978 | 9P          |
| 9 juillet 1983 | 9P          |
| 4 janvier 1989 | 9P          |
| 3 juillet 1994 | 9P          |
| 2 janvier 2000 | 9P          |
| 5 juillet 2005 | 9P          |
| 12 janvier 2011 | 9P          |
| 2 août 2016 | 9P          |
| 4 mars 2022 | 9P          |
| 12 février 2028 |             |
| Légende : - découverte - observée, post-découverte - observée, pré-découverte - non observée, post-découverte - non observée, pré-découverte - retour futur |             |